# François-Vincent Raspail
Pour les articles homonymes, voir Raspail.
François-Vincent Raspail, né le 24 ou le 29 janvier 1794 à Carpentras et mort le 7 janvier 1878 à Arcueil, est un chimiste, botaniste et homme politique français.
Fondateur de la cytochimie et d'une médecine populaire (la méthode ou le système Raspail), il mêle étroitement, durant toute sa vie, ses activités de savant, d'entrepreneur et de militant politique.

## Biographie

### Origine familiale et jeunesse

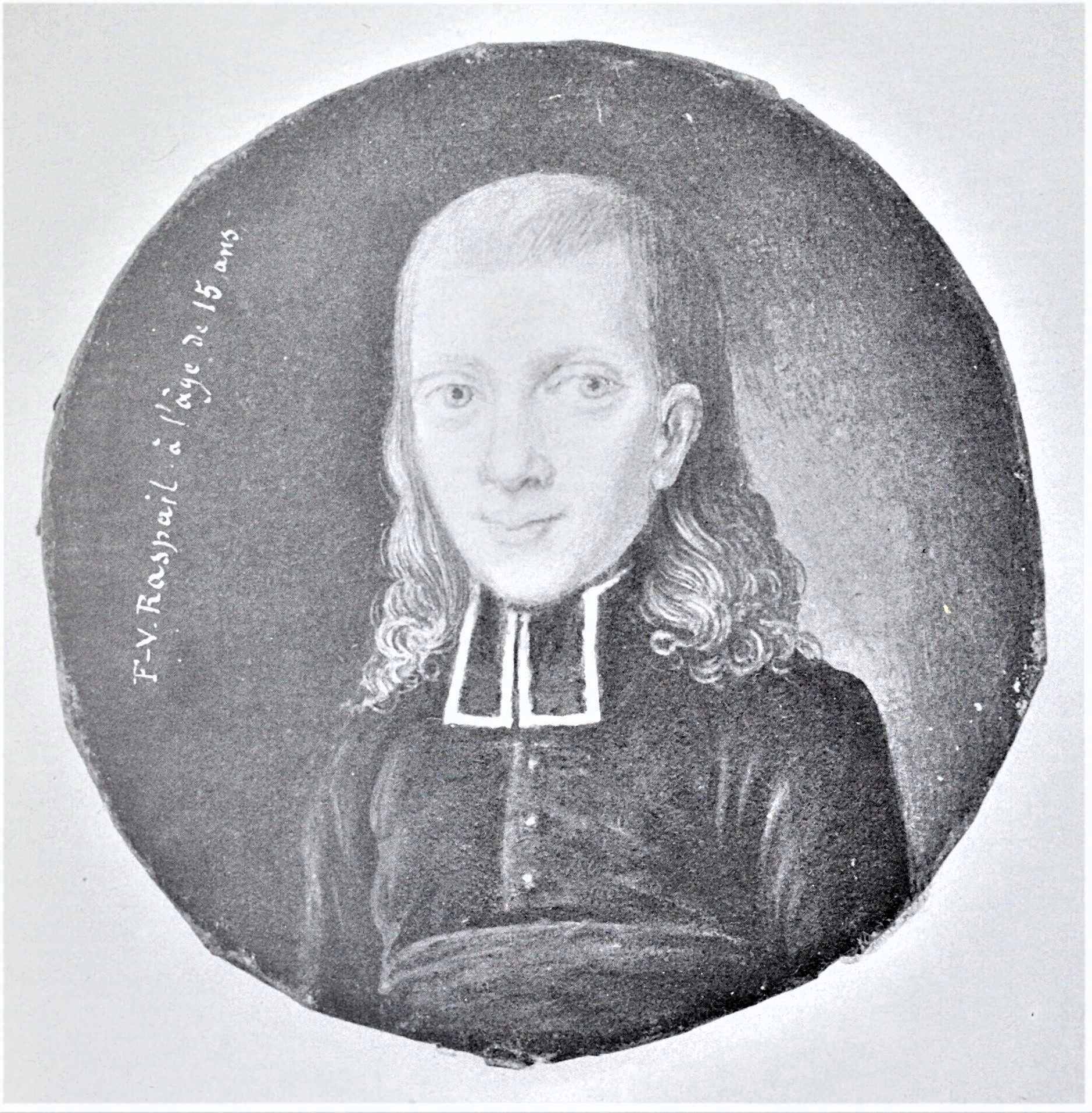
François-Vincent Raspail vers l'âge de 15 ans, élève au séminaire Saint-Charles d'Avignon. Miniature anonyme.

Son père, aubergiste, très pratiquant et royaliste, le destine au sacerdoce. Très jeune, il est élevé par l'abbé Eysséric, un prêtre janséniste qui lui apprend l'histoire naturelle en lui enseignant le grec et le latin, et un peu l'hébreu, le sanskrit et le syriaque. Imprégné d'idéal républicain, ce prêtre fut déterminant dans la formation idéologique de Raspail.
En 1810, à l'âge de 16 ans, Il entre au séminaire d’Avignon où il apprend la philosophie et la théologie. Rapidement repéré pour ses excellents résultats et ses grandes facultés intellectuelles, il y devient professeur suppléant en théologie. En 1813, il quitte le séminaire pour devenir bibliothécaire du Collège de Carpentras.
Pendant les Cent-Jours, Raspail y compose une chanson à la gloire de Napoléon. Renvoyé d'abord pour indiscipline, il est ensuite nommé professeur du même collège.

### La période de la Restauration
Pour éviter la Terreur blanche de 1815 qui sévit en Provence, il va à Paris où il enseigne dans plusieurs écoles privées comme les collèges Stanislas ou Sainte-Barbe, tout en faisant des études de droit, de 1816 à 1820.
Il s’éloigne peu à peu des convictions religieuses familiales et adhère à la libre-pensée, devenant franc-maçon. Il collabore à La Minerve, journal libéral et anticlérical de l'époque, dans lequel il rédige des articles particulièrement vindicatifs à l'encontre des missionnaires, décrits comme des agents du pouvoir monarchique manipulateurs. Il est alors chassé de l’enseignement pour avoir rédigé des pamphlets républicains.
En 1821, son livre Les Missionnaires en opposition avec les bonnes mœurs fait scandale. Il rencontre sa future épouse, Henriette-Adélaïde Troussot.
L’année suivante, il étudie les sciences naturelles. Il rédige plusieurs articles remarqués sur les tissus animaux et végétaux, de 1824 à 1832.
Parallèlement, il adhère au carbonarisme, mouvement clandestin organisé sur le modèle italien des « ventes» conspirant contre le régime en place (il est emprisonné à plusieurs reprises comme carbonaro sous la monarchie de Juillet).

### La monarchie de Juillet

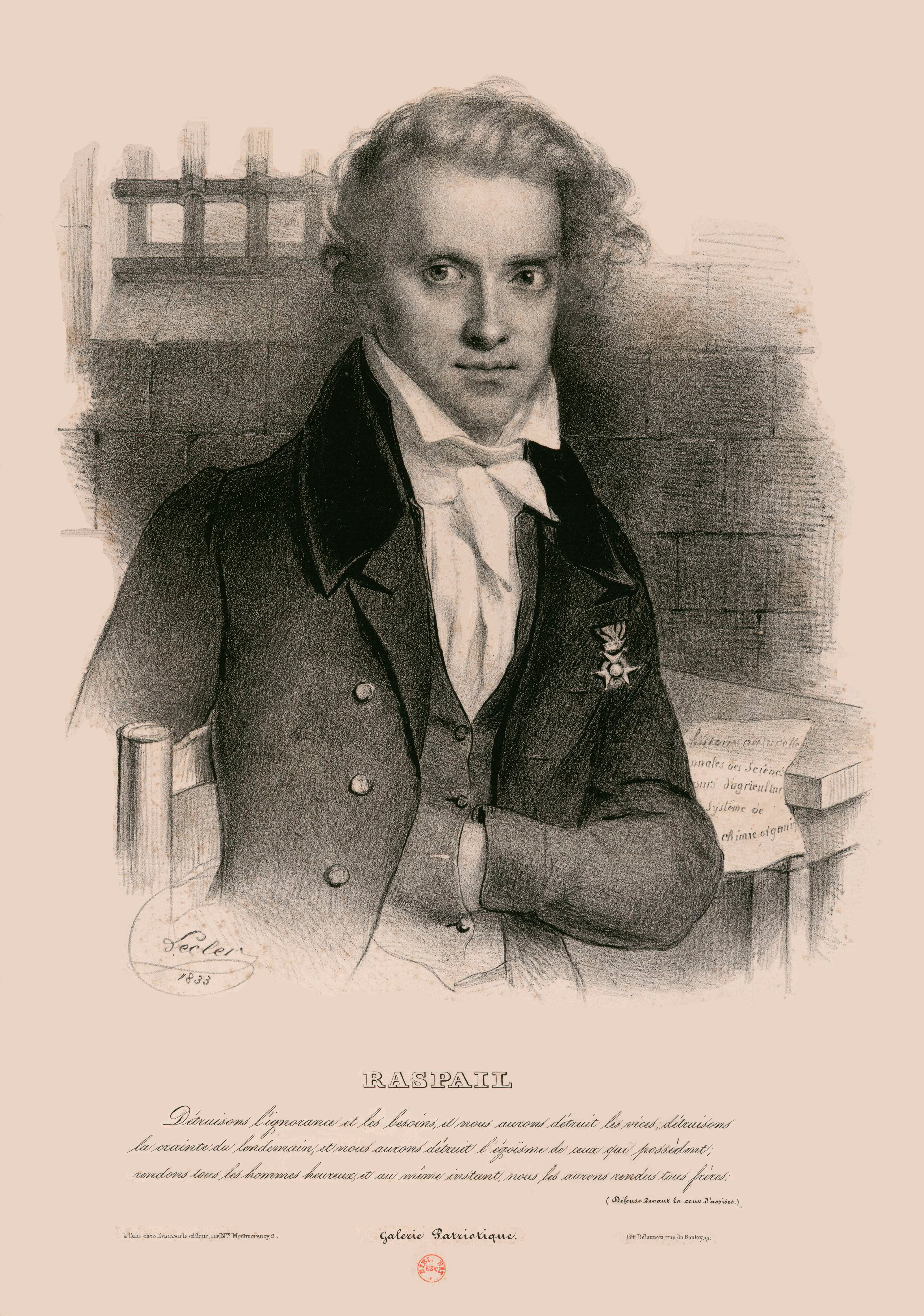
Lithographie représentant Raspail dans la prison de Versailles en 1833. Sa défense devant la cour d'assises est reproduite en légende : Détruisons l'ignorance et les besoins, et nous aurons détruit les vices ; détruisons la crainte du lendemain, et nous aurons détruit l'égoïsme de ceux qui possèdent ; rendons tous les hommes heureux, et au même instant, nous les aurons rendus tous frères.

En 1830, Raspail se joint au peuple parisien insurgé lors des Trois Glorieuses, qui les 27, 28 et 29 juillet provoquent la chute et l'exil de Charles X. Grièvement blessé sur une barricade, il est par la suite décoré de la croix de Juillet. Pour ses actes de bravoure durant la révolution, il reçoit le titre de conservateur général du Museum, avec l'appui du nouveau régime. La même année, il refuse la croix de chevalier de la Légion d'Honneur que le pouvoir veut lui décerner.
À peine remis, il fonde un journal d’opposition républicaine, Le Réformateur, et préside la Société des Amis du Peuple. Préoccupé de questions sociales, il dénonce la pénurie et les souffrances de la classe ouvrière. En 1832, il donne des consultations médicales, il accède à une notoriété internationale avec l’Essai de chimie microscopique (1830) et le Nouveau système de chimie organique (1833).

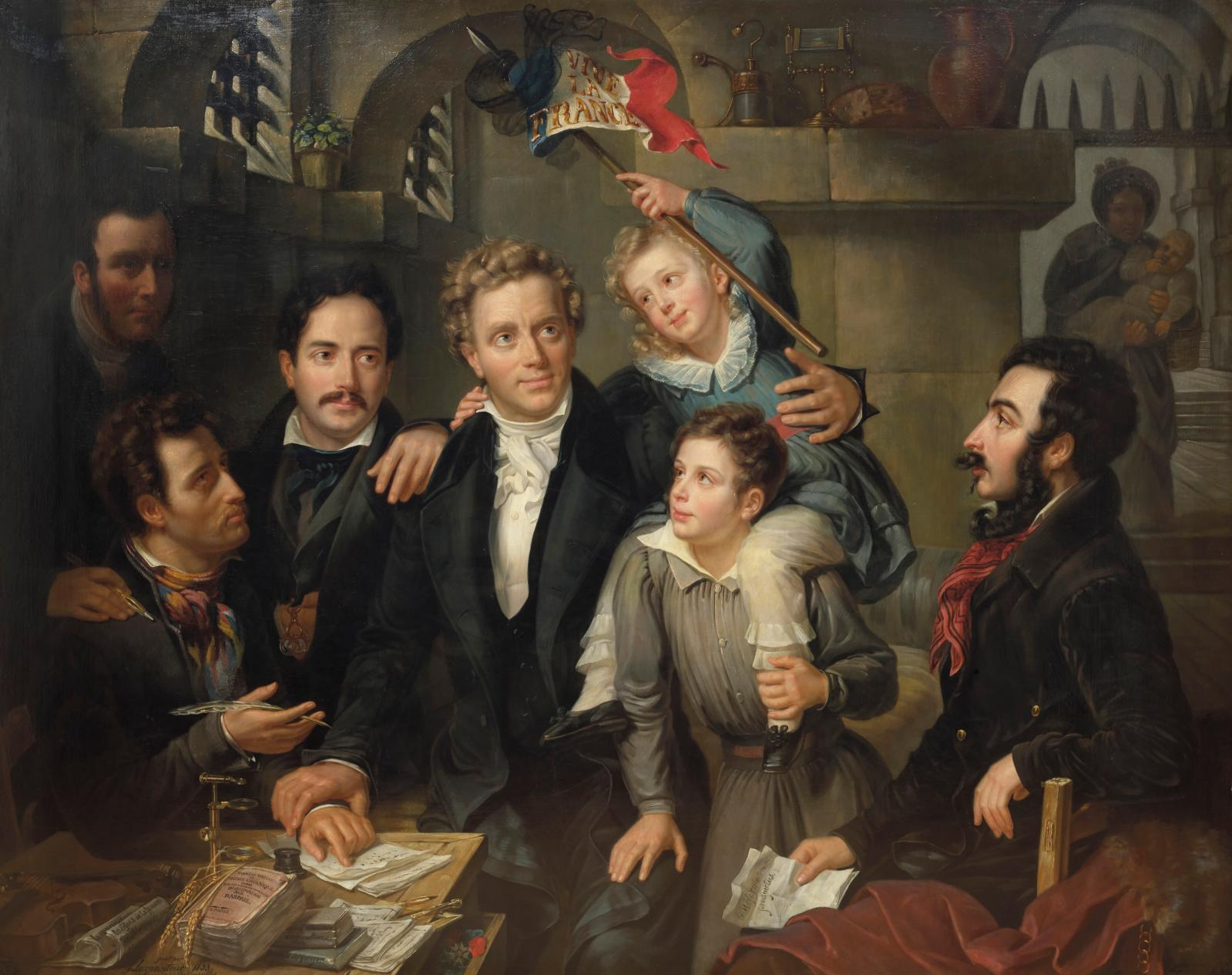
Raspail à la maison d'arrêt de Versailles, entouré de ses compagnons de cellule et de sa famille venue vivre dans la même ville pour lui apporter ses repas. De gauche à droite : Balthasar Charles Larpenteur (auteur de la toile), Auguste Blanqui, Bonnias, Raspail, ses fils aînés Camille et Benjamin, son ami Guillard de Kersausie. À l'arrière-plan, l'épouse de Raspail porte leur plus jeune fils Émile.
Huile sur toile, 1833.

La Société des Amis du Peuple est dissoute en 1832 par le nouveau pouvoir qui condamne Raspail à quinze mois de prison et 500 francs d’amende pour « offense au roi ». À Sainte-Pélagie où sont maintenant regroupés les prisonniers politiques, il prend la tête de l’« Association républicaine de défense de la liberté de la presse ».
À l'aide de sa machine infernale, Giuseppe Fieschi commet, le 28 juillet 1835, un attentat contre le roi. Louis-Philippe, indemne, réagit en s'en prenant aux républicains. Raspail est arrêté à la Seilleraye, près de Nantes, et écope de deux ans de prison et cinq ans de « surveillance », étant accusé de complicité avec Fieschi dans le cadre de l'attentat. Il occupe sa détention en écrivant Nouveau Système de botanique, publié en 1837.
Tirant l'expérience de ses détentions, il s’intéresse à la vie dans les prisons (son « second domicile ») en écrivant Réforme pénitentiaire. Lettres sur les prisons (1839). Il dénonce aussi le travail dans les manufactures, « où trop de gens meurent avant l’âge ».
En 1840, il est expert de la défense, lors du procès de Marie Lafarge, accusée d’avoir empoisonné son mari à l’arsenic. Sa déposition le rend célèbre auprès du grand public : il affirme que la présence de l'arsenic dans un cadavre n'est pas forcément due à un empoisonnement, mais qu'elle peut être liée à d'autres facteurs exogènes. Le même problème se pose un siècle plus tard avec l'affaire Marie Besnard.
En 1843, il publie son Histoire naturelle de la santé et de la maladie en trois volumes, résumés sous la forme d'un manuel, Le Médecin des familles. Ces publications sont suivies deux ans plus tard d'éditions annuelles dites Manuel annuaire de la santé à partir de 1845 (les dernières éditions posthumes s'arrêtent en 1935). Ces ouvrages de vulgarisation lui assurent de confortables revenus. Il y donne la recette d’un fameux élixir ; dans ces volumes, il donne également des précisions sur sa théorie parasitaire (évoquant souvent des « helminthes » comme responsables des maladies), qui anticiperait la théorie microbienne.
Cependant sa pratique de l’art médical se veut militante : médecin des pauvres, il est l’un des premiers propagateurs de l’hygiène et de l’antisepsie dans les classes populaires. Il préconise l’usage systématique du camphre sous différentes formes.
Tout ceci lui vaut l’hostilité des milieux officiels de la médecine et, en 1846, une condamnation pour exercice illégal de la médecine à la suite d'une dénonciation de l'association des médecins de Paris. Raspail assure sa défense lui-même et est condamné par le tribunal à 15 francs d'amende.

### La Seconde République

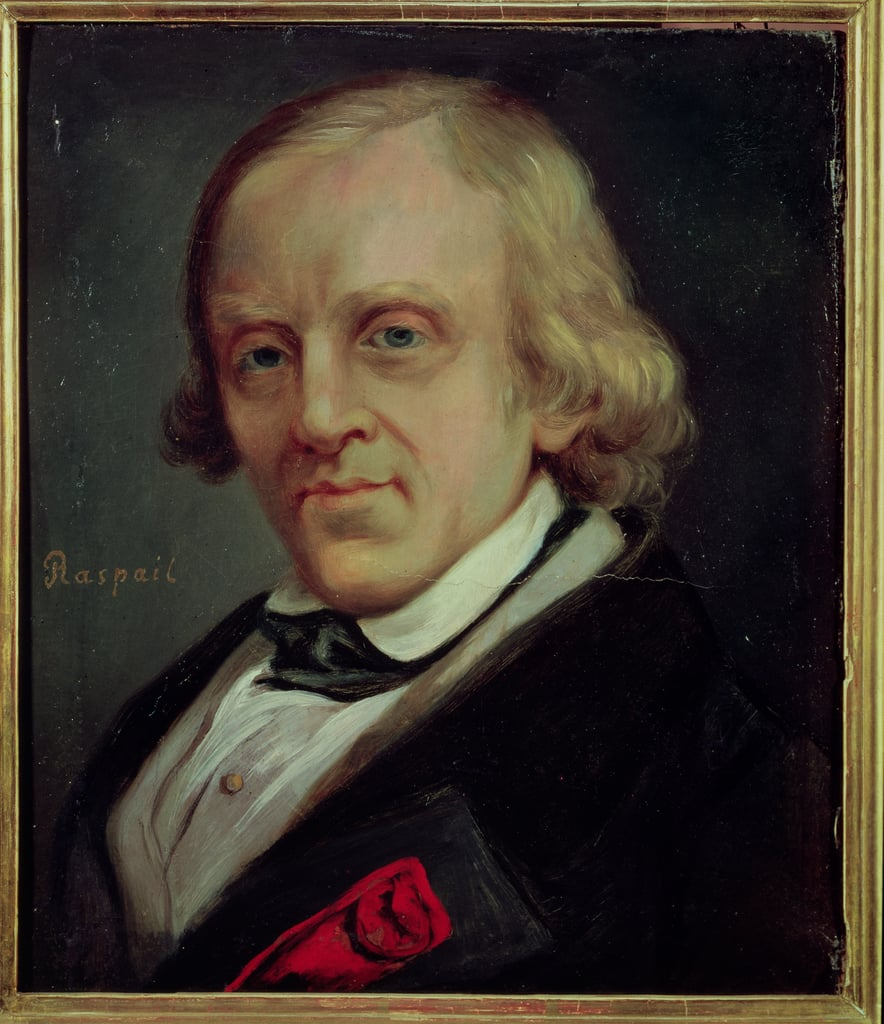
Portrait de Raspail par Denis Bonnet, 1849.

Au moment de la Révolution française de 1848, Raspail est, le 22 février 1848, comme l’écrit Karl Marx, l’un des premiers à proclamer la République. Il fonde un nouveau journal, L’Ami du peuple. Le 15 mai, il prend part à l'invasion de l'Assemblée constituante, durant laquelle il lit à la tribune une pétition qu'il a rédigée en soutien envers les insurgés polonais. Il est arrêté durant ce même mois pour avoir participé à ces manifestations, avant d'être condamné à six ans de prison en 1849,.

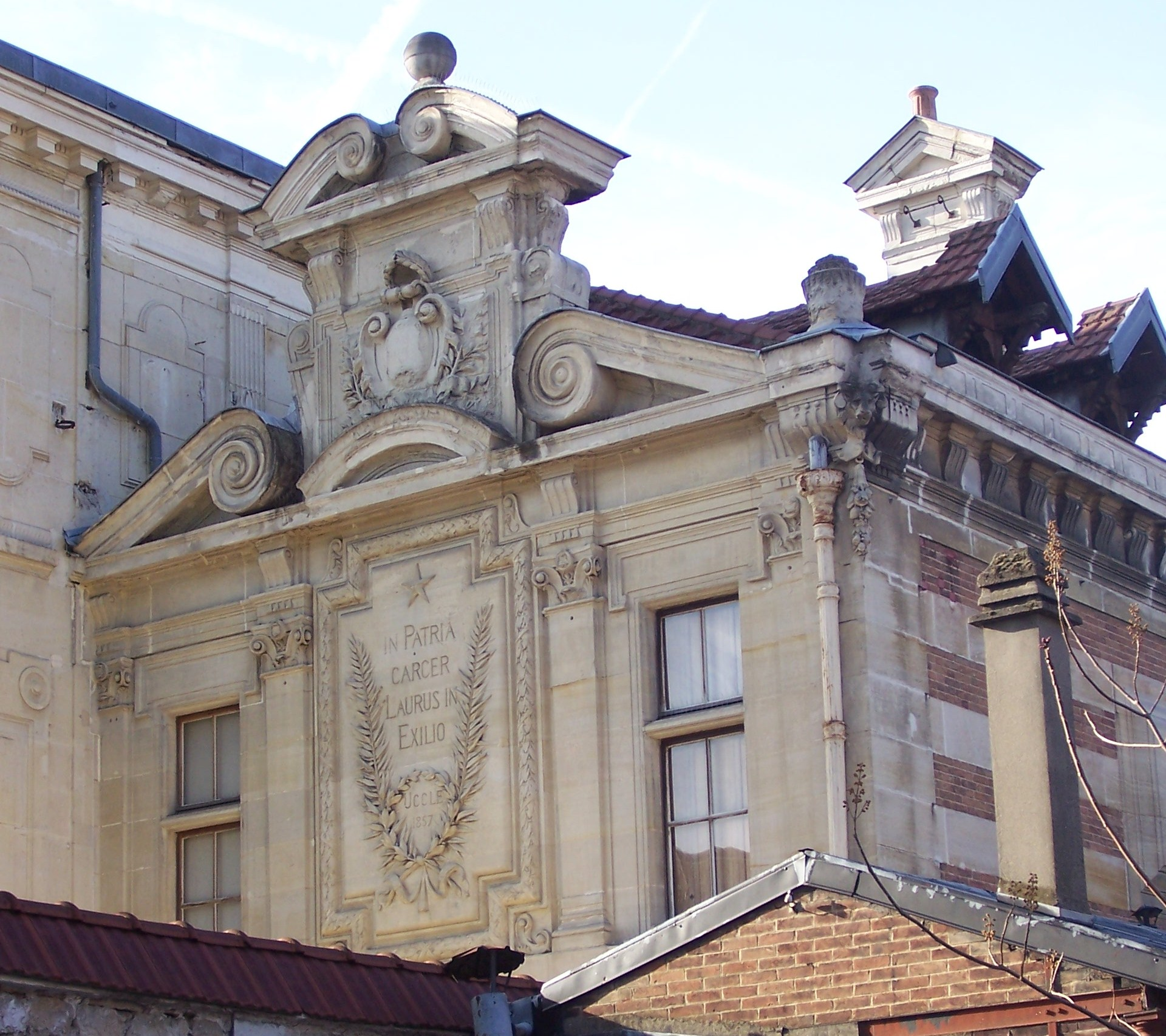
Devise de François-Vincent Raspail : In patria carcer laurus in exilio, En patrie la prison, en exil les lauriers.

Il est élu député de Paris en septembre, puis se présente à l’élection présidentielle de 1848. D'après l'universitaire Samuel Hayat, il s'agit en France de « la toute première candidature faite à un niveau national au nom d’une conception socialiste et ouvrière de la République et qui s’appuie sur une mobilisation d’organisations de travailleurs ». Alors qu'il est en prison pendant la campagne, Le Peuple présente ainsi sa candidature dans son manifeste électoral, rédigé par Pierre-Joseph Proudhon, comme « une protestation vivante contre le principe de la présidence ». Les partisans de la République démocratique et sociale du printemps 1848 s'y rallient, en particulier Auguste Blanqui. Sa candidature est explicitement dirigée contre celle d'Alexandre Ledru-Rollin, qui a directement participé à la répression des journées de Juin. Il recueille 36 920 voix, soit 0,51 % des votants, et l'élection est remportée par Louis-Napoléon Bonaparte (5 millions et demi de voix). Samuel Hayat relève cependant que la campagne de Raspail « est l'occasion pour les ouvriers organisés et les anciens clubistes épargnés par la répression de renouer des liens et d'engager de nouveaux projets ».
Après avoir participé à l’organisation d’une manifestation de soutien à la Pologne, perçue par le gouvernement comme une tentative de coup de force, il est jugé en 1849 par la haute cour de justice de Bourges et condamné à six ans de prison.

### Le Second Empire
Libéré en 1853, il s’exile en Belgique. Rentré en France en 1863, il est élu député de Marseille en 1866, et réélu dans les Bouches-du-Rhône en 1869.
Il se fait remarquer pour ses prises de position radicales contre le régime impérial, ainsi que par des projets de loi portant sur la décentralisation, l'instauration d'un impôt unique et progressif et sur l'instauration d'un service militaire obligatoire pour tous.
Il vote contre la déclaration de guerre à la Prusse en 1870.

### La Troisième République

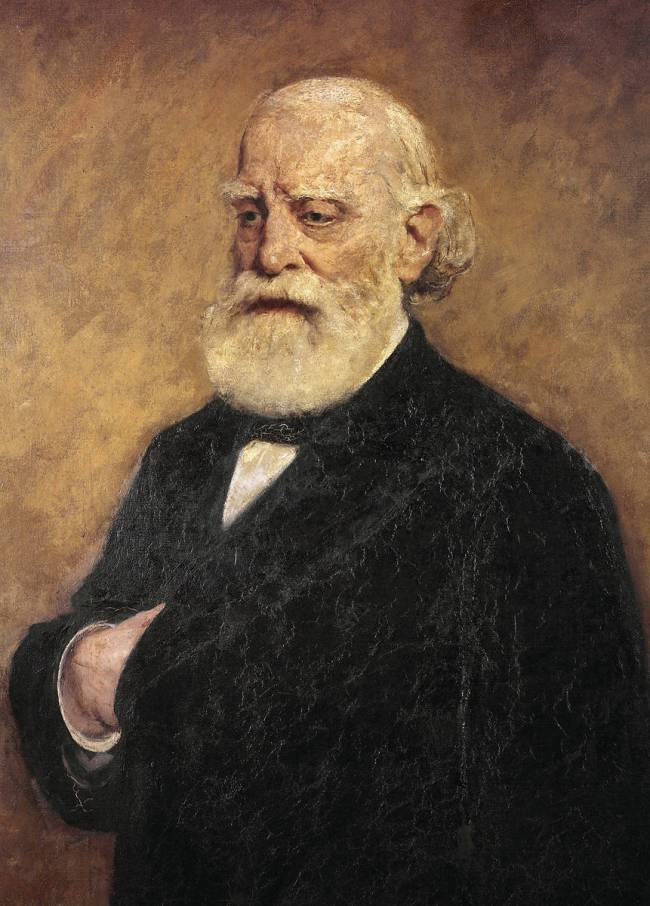
Portrait de Raspail par Francesco Miralles Galup.

En 1871, il fustige la répression des Versaillais contre la Commune de Paris et est à nouveau condamné à deux ans de prison, bien que n'ayant pas directement pris part à l'insurrection.
Le 12 février 1874, la Cour d’assises de la Seine condamne son fils Xavier Raspail à 6 mois de prison et 500 francs d’amende pour avoir publié un Almanach et calendrier météorologique qui prévoyait le temps durant l'année à venir. Selon son père, « Le jury était composé en majorité de citoyens ennemis des libres-penseurs par nécessité plus peut-être que par conviction ; je leur pardonne. ».

En 1876, alors qu’il était âgé de 82 ans, Raspail est élu député de Marseille. Comme doyen d’âge, il présida la séance d’ouverture de la nouvelle assemblée. Le député Louis Andrieux écrivit dans ses Mémoires :
Comme il [Raspail] se rendait au fauteuil de la présidence, encadré par deux officiers de la garde républicaine, sabre au clair, qui lui rendaient les honneurs militaires, - on sait que la garde républicaine, c’est la gendarmerie de Paris, - il se tourna vers le jeune M. Pierre, déjà attaché au Secrétariat général de la présidence, et lui dit « C’est la première fois que je suis entre deux gendarmes sans aller en prison ».

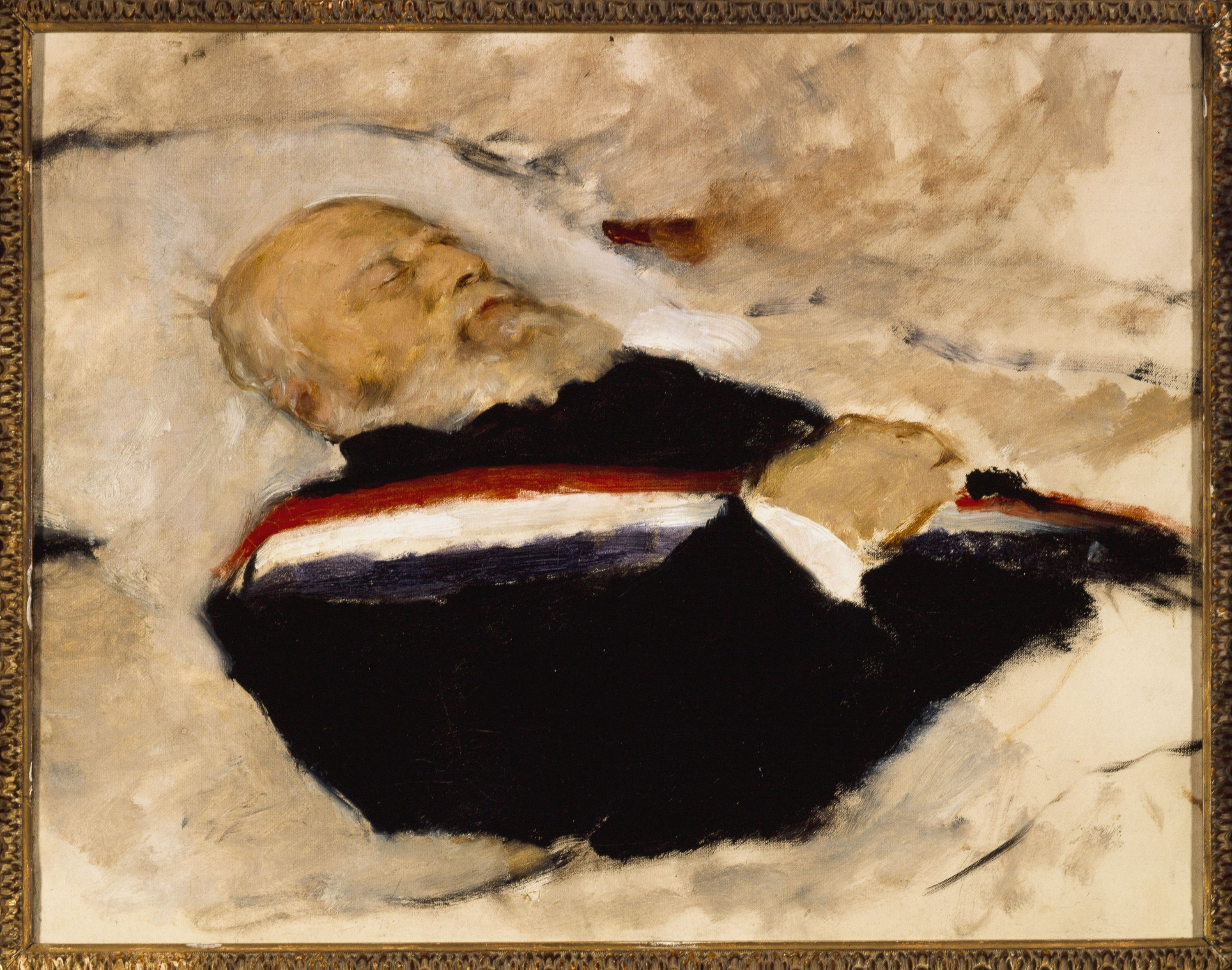
Portrait de Raspail sur son lit de mort, Paris, musée Carnavalet.

En mai 1877 il est l'un des signataires du manifeste des 363. Réélu député en 1877, il demande en vain l’amnistie des communards, qui intervient quelques années après sa mort. Il meurt en 1878. Depuis ses débuts politiques en 1815, Raspail a été dans l'opposition de tous les régimes successifs.

### Famille
Quatre fils de François-Vincent Raspail ont laissé une trace dans l’histoire :
- Camille Raspail (1827-1893) se fait remarquer au séminaire d’Avignon par « sa rare intelligence et son amour du travail ». Il remporte à quinze ans le grand prix de philosophie puis est banni du séminaire ; nommé régent de collège, il découvre les Encyclopédistes : « Je devins un homme nouveau, libéré des entraves religieuses qui me paralysaient » dit-il. Marié mais démuni, refusant les secours de ses amis, occupant une modeste demeure à Montrouge, ne se nourrissant, lui et sa famille, que de « légumes et d’eau », il rédige une Physiologie végétale. En 1857, il est reçu médecin et se spécialise dans le matériel orthopédique. Elu député du Var en 1885.

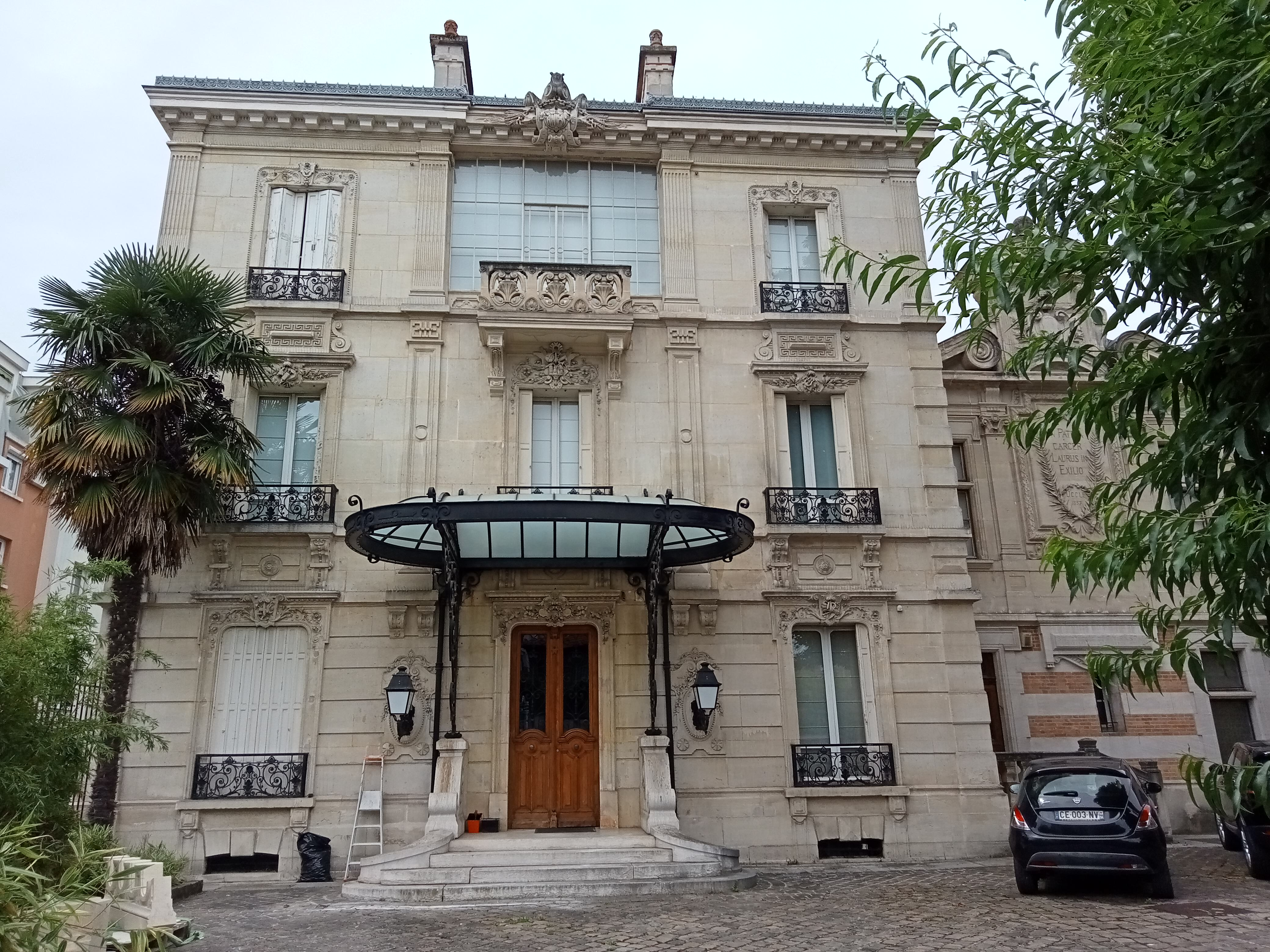
Maison de la famille Raspail à Arcueil.

- Émile Raspail (1831-1887), ingénieur chimiste, il tient la Pharmacie complémentaire de la méthode Raspail à Paris, après une plainte déposée pour exercice illégal de la pharmacie, il la transforme en Maison Raspail pour la droguerie où il vend le camphre de son père et le matériel de son frère. Il fonde une distillerie fabriquant l'élixir Raspail à Arcueil dont il devient le maire.
- Benjamin Raspail (1823-1899), élu député de la Seine (1874). Amputé d’une jambe, il légua à sa mort sa propriété de Cachan pour y fonder une maison de retraite pour invalides du travail. Marie Laubot y voit « la digne fin d’un vrai républicain[21] ».
- Xavier Raspail (1840-1926), cadet de la famille, médecin amateur d'ornithologie, qui s’illustra pendant le siège de Paris de 1870, même si sa foi républicaine semble moins évidente que celle de son père.

## Œuvre

### Premiers travaux
En 1822, il entame des recherches scientifiques et publie de 1824 à 1826 plusieurs articles d'anatomie microscopique, de botanique et de zoologie sur les invertébrés.

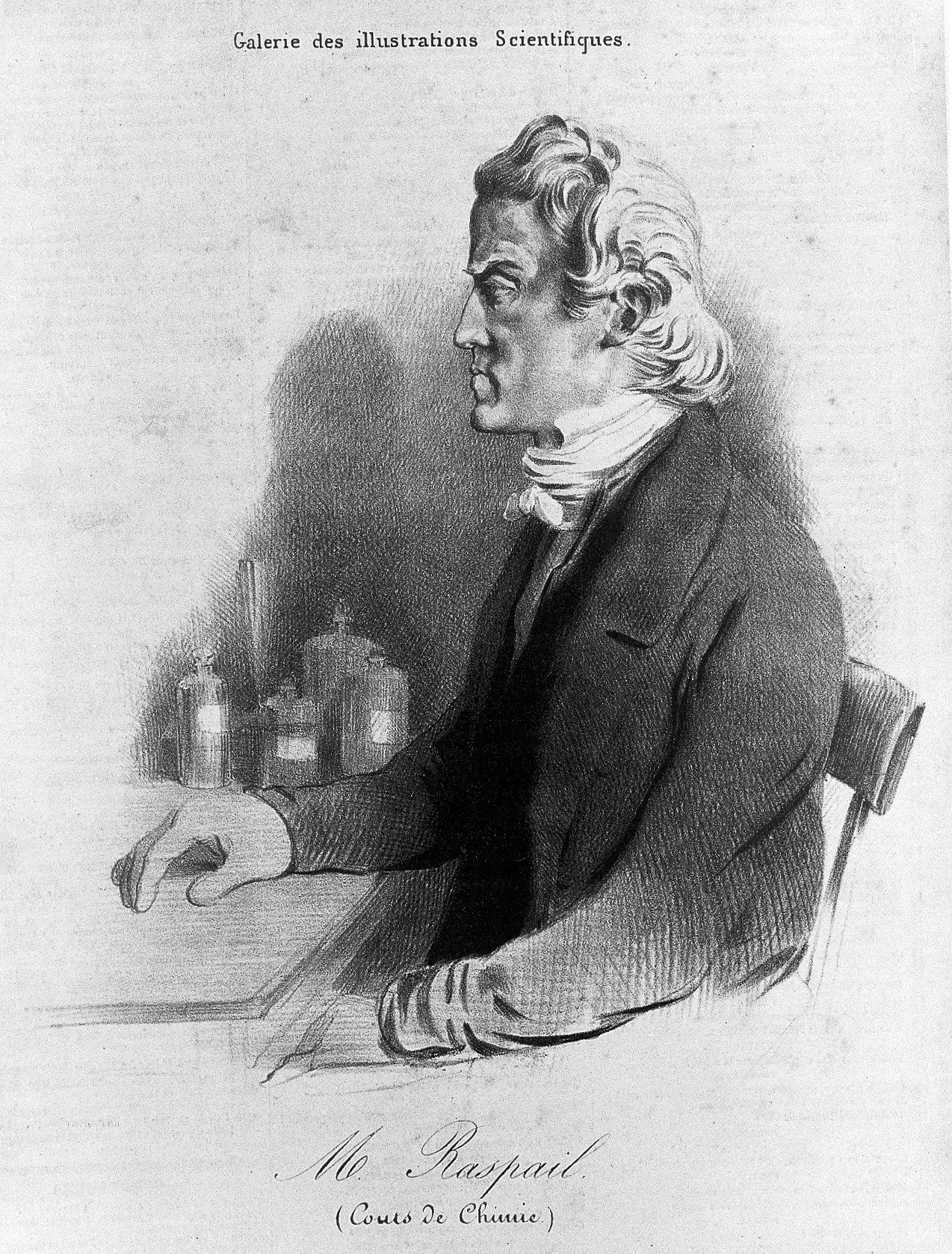
« Raspail (cours de chimie) », Galerie des illustrations scientifiques.

Chimiste et naturaliste, il met au point, dès 1825, la microtomie après congélation et des réactifs chimiques (colorants) pour les observations microscopiques, ce qui fait de lui le fondateur de la cytochimie après la publication de son Essai de Chimie microscopique (1830).
À l'instar de son contemporain Henri Dutrochet, il contribue à la formation de la théorie cellulaire en se faisant l'avocat d'un réductionnisme physico-chimique appliqué aux êtres vivants, il défend l'idée d'une unité de structure des végétaux et des animaux.
En botanique, François-Vincent Raspail a décrit une cent-cinquantaine d'espèces de Poaceae, principalement dans le volume 5 des Annales des Sciences Naturelles en 1825. Toutefois, une seule de ses descriptions est actuellement toujours acceptée, celle de Poa flabellata (Lam.) Raspail.
En parasitologie, il est le co-éditeur avec le mathématicien Jacques Frédéric Saigey (1797-1871) de la revue Annales des Sciences d'Observation, où il publie un article sur un vers nématode, le Strongylus minor, qui parasite delphinus phocena (il s'agit probablement du marsouin, aujourd'hui Phocoena phoconea).
Son travail le plus remarquable concerne la gale. Il critique la théorie de son temps qui fait d'un acarien du fromage du genre Tyroglyphus, l'agent de la gale. Il montre qu’il s'agit d'un acarien morphologiquement différent, déjà décrit par plusieurs naturalistes, le Sarcopte.
Il décrit ainsi le sarcoptes squabiei chez le cheval (1831) et chez l'homme en 1834 dans son Mémoire comparatif sur l'histoire naturelle de l'insecte de la gale. Le spécimen du sarcoptes scabiei humain a été obtenu par Simon Renucci, étudiant corse en médecine, qui l'avait extrait d'un patient de l'Hôpital Saint-Louis, dans le service d'Alibert.
À partir de 1838, malgré ces débuts prometteurs, Raspail se discrédite aux yeux de la communauté scientifique en fondant un système de médecine populaire, « le système ou la méthode Raspail. »

### Le système Raspail

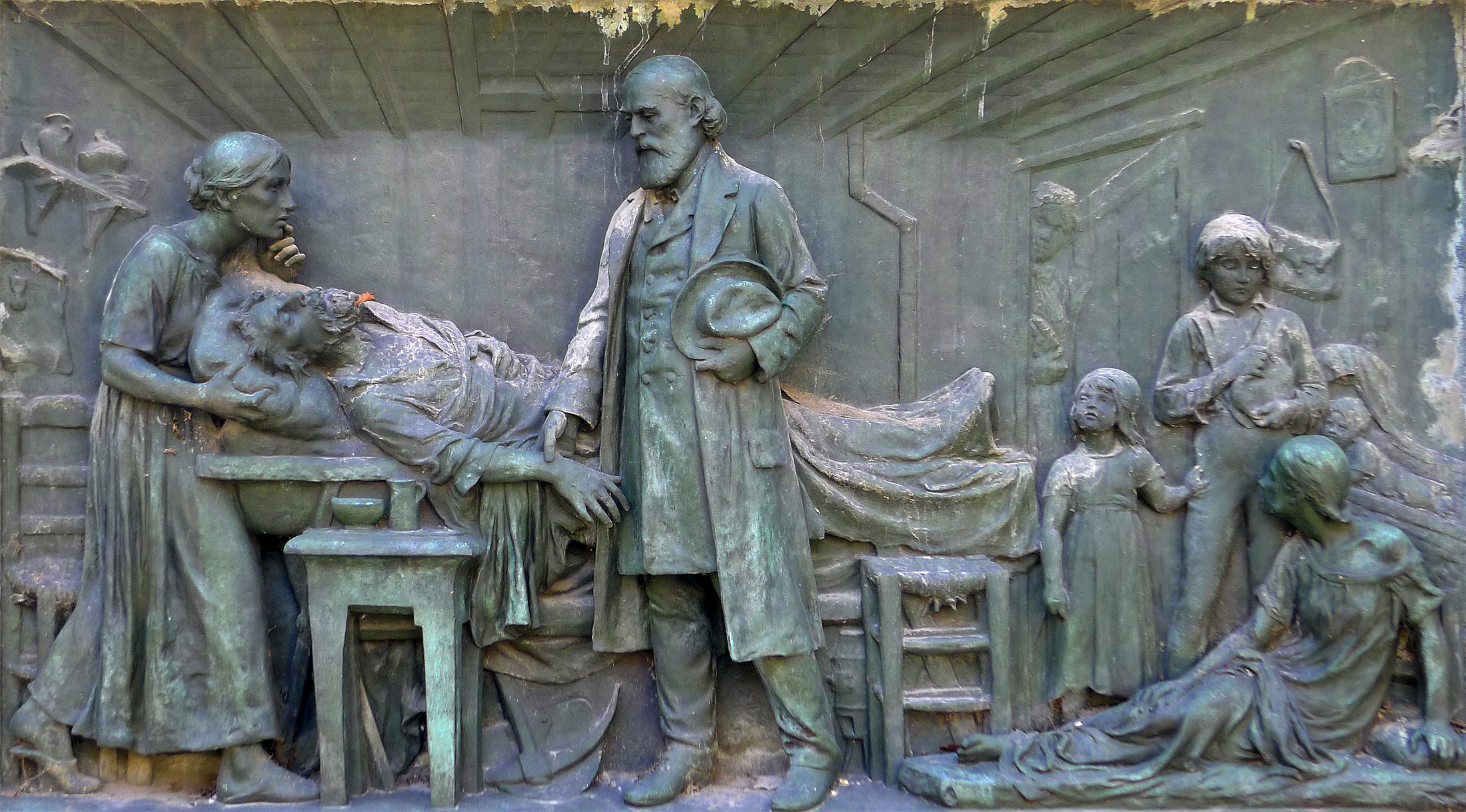
Bas-relief en bronze Raspail visitant un malade dans une mansarde, de Léopold Morice (Square Jacques-Antoine, Paris 14e).

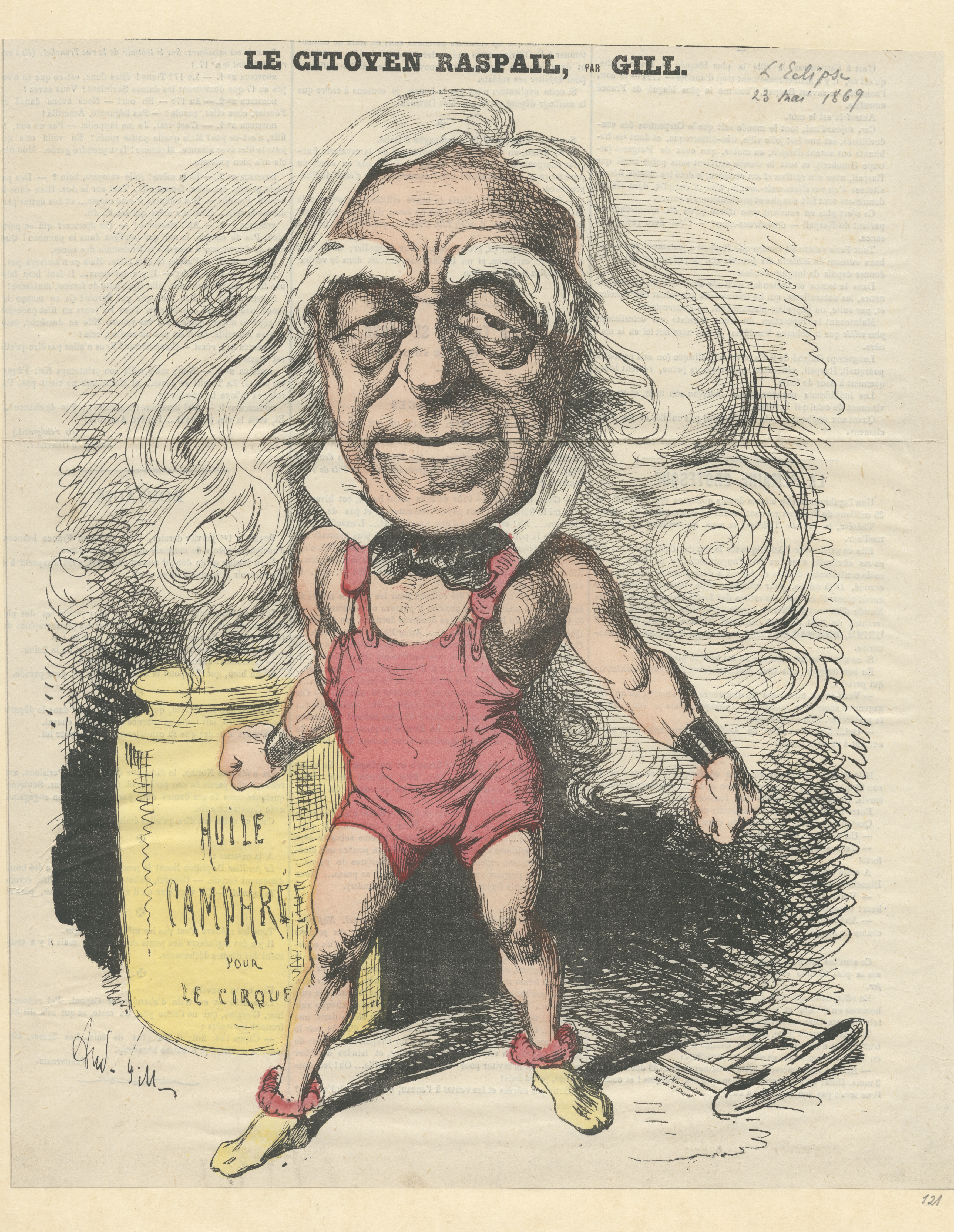
Caricature de François Raspail en lutteur contre la médecine officielle. Illustration d'André Gill dans L'Éclipse, 1869.

François-Vincent Raspail est souvent présenté comme un médecin alors qu'il ne l'a jamais été. Cela s'explique par ses nombreuses interventions dans le domaine de la santé entre 1838 et 1860 : consultations et expertises médicales, publications, ventes de médicaments...
Il est l'auteur d'un système et d'une méthode qui le rendent très populaire auprès du grand public. Son Manuel annuaire de la santé est paru en 77 éditions annuelles entre 1845 et 1935. D'un prix modique, il incitait les lecteurs à acheter son Histoire naturelle de la santé et de la maladie en trois volumes.
Selon Raspail, toutes les maladies sont dues à des vers intestinaux et des animalcules parasites externes et internes. Toutes ces maladies sont guérissables par le camphre, qu'il propose sous 8 formes différentes : en grumeaux (à manger), en poudre (à priser), en cigarettes (à fumer), en eau de vie (à inhaler, à boire, ou à nettoyer), en huile (en lavement), en pommade (à frictionner), en cire (pour suppositoires ou ovules vaginaux), en eau sédative (eau, sel marin, ammoniaque, alcool camphré).
La méthode Raspail s'accompagne de conseils d'hygiène, moraux et civiques. Il veut éduquer le peuple pour l'amener à se soigner lui-même, c'est-à-dire en achetant les produits Raspail. C'est un libertaire contestataire, défenseur des pauvres et des opprimés, « Robin des Bois de la santé » opposé à la médecine officielle et aux pouvoirs en place.
Les uns considèrent que Raspail fut un charlatan, d'autres le voient comme un précurseur de la théorie microbienne, de la théorie cellulaire, de l'antisepsie, de l'hygiène, de l'autonomie des patients, de la démocratie sanitaire, de la publicité sociale ou du marketing,,.
Aujourd'hui, les produits camphrés ne sont plus utilisés en médecine, mais ils restent présents en parapharmacie : pommades et baumes camphrés (baume du tigre), alcool modifié parfumé au camphre, huiles essentielles de camphre.

### L'affaire de l'élixir
François Raspail, avait publié en 1845 son premier almanach : Manuel de santé à l’intention des milieux populaires, où il donnait la recette d’une liqueur hygiénique de dessert, qui assurerait une longue vie. Repris à Saumur par la famille Combier, « l’élixir Raspail » est amélioré en 1852 par l'ajout de zestes d'orange. Dans un premier temps, Raspail, qui en a reçu un échantillon, la félicite. Puis à l'incitation de sa famille, il lui intente un procès. La liqueur doit changer de nom et devient l'élixir Combier. Il eut fortune assurée.

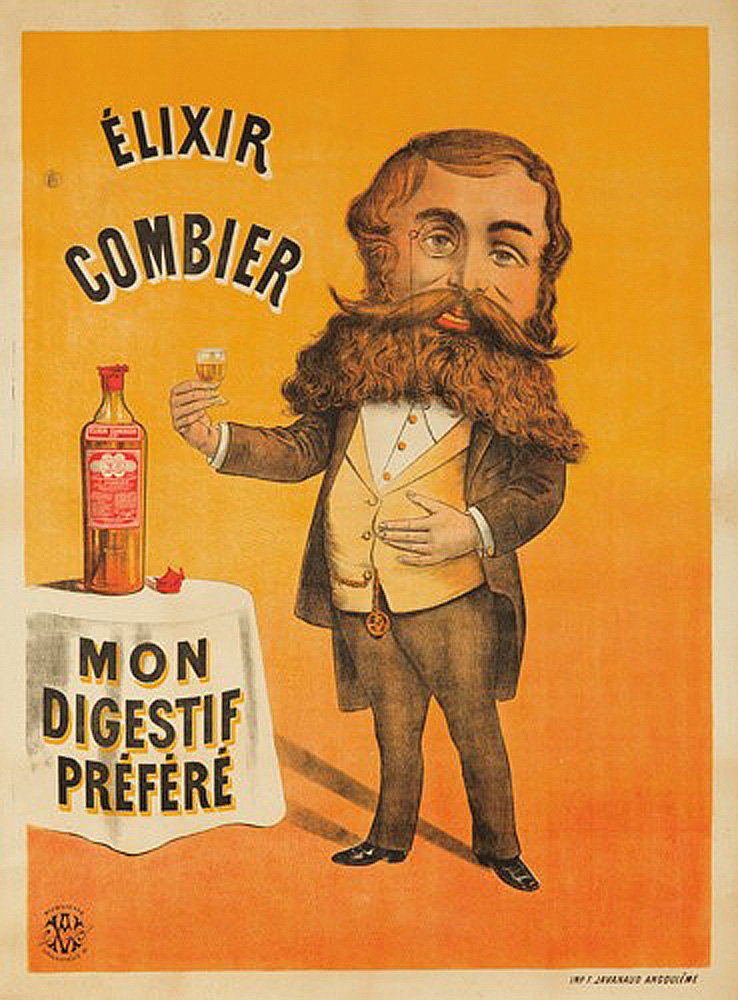
Élixir Combier.
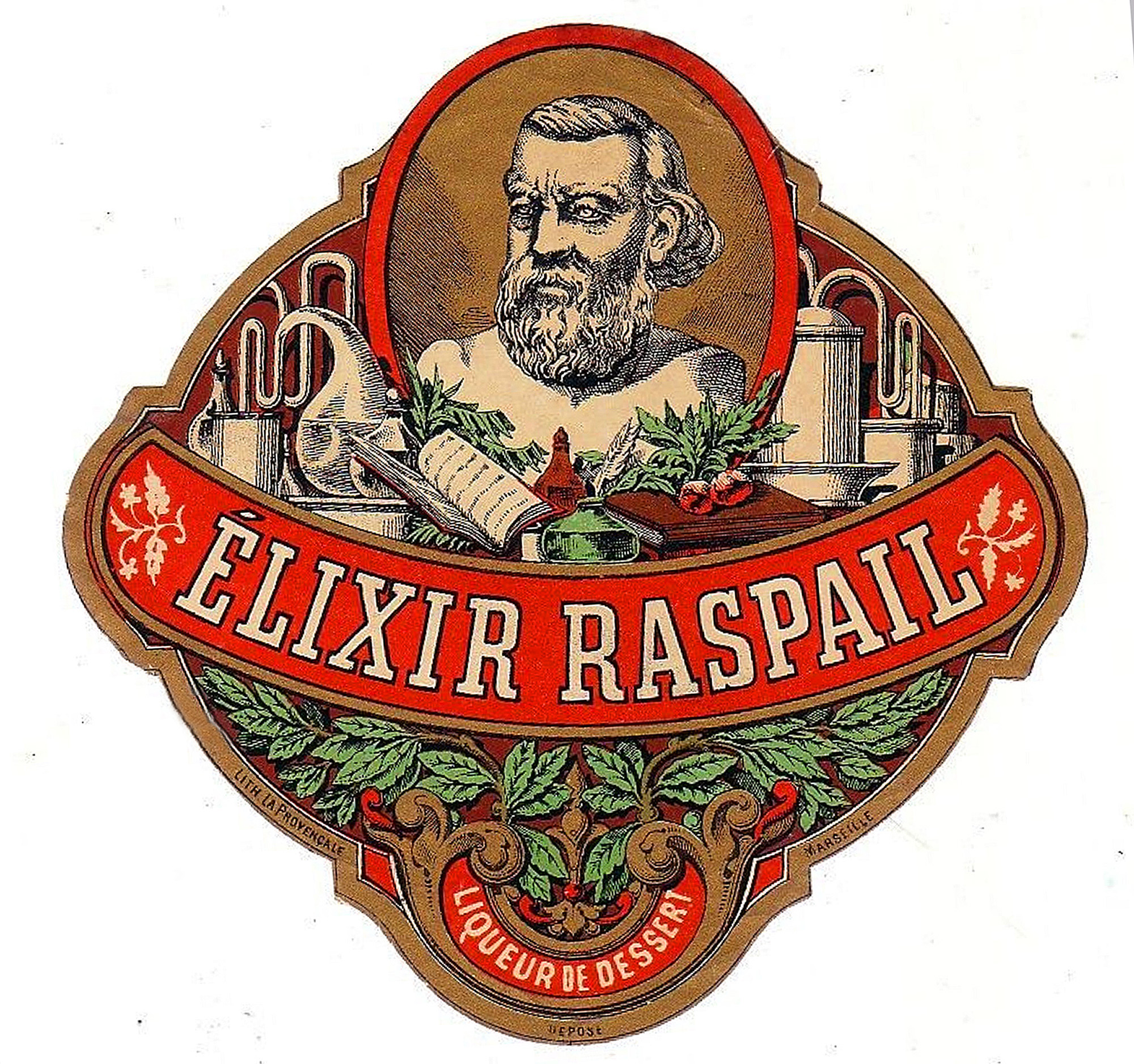
Élixir Raspail.
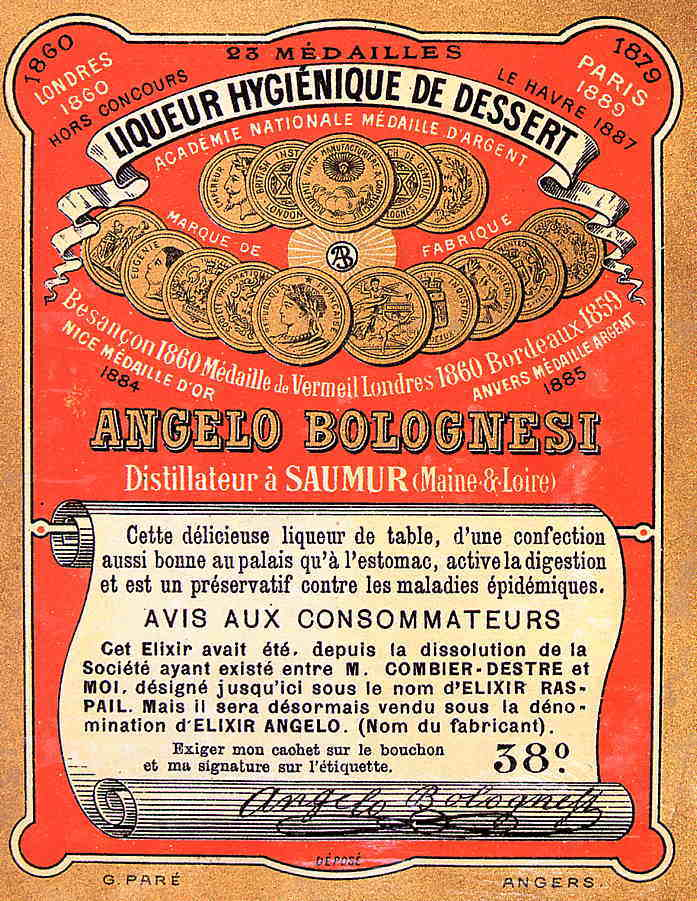
Élixir Raspail devenu élixir Angelo.

Un réfugié italien, fuyant la Romagne occupée par les troupes autrichiennes, s'installe à Saumur en 1845. Cet Angelo Bolognesi est d'abord cafetier puis, en 1848, associé à Jean-Baptiste Combier. Il participe à l'élaboration de l'élixir Raspail. Puis Bolognesi quitte en bons termes la maison Combier. Il fonde alors sa propre distillerie en 1858 et y fabrique la même liqueur, qu'il vend sous le nom d'élixir Angelo en 1863.
L'affaire ne s'arrête pas là. Procès gagné, Émile Raspail, qui a installé une manufacture de droguerie au 55 avenue Laplace à Arcueil, décide d'utiliser, dès 1870, la recette de l'élixir de son père. Il transforme sa fabrique en distillerie et la renommée de la liqueur Raspail qu'il y élabore est considérable. Émile Raspail devient maire d'Arcueil et se fait établir une belle demeure, inscrite à l'inventaire des monuments historiques depuis 1993.
Après sa mort, ses fils poursuivent la production. Vendue en 1950, la distillerie est acquise par les établissements Bols, fabricants de liqueurs à Amsterdam. En 1963, elle passe à la Société marseillaise Gras frères, producteurs d'anisette « l'Anis Gras », qui arrête son activité en 1981. Les locaux sont rachetés par la ville d'Arcueil qui en fait un espace culturel et de spectacles.

## Élèves
Raspail, professeur libre à la faculté de médecine, compte parmi ses élèves :
- Simon Noël Dupré (1814-1885)

## Hommages

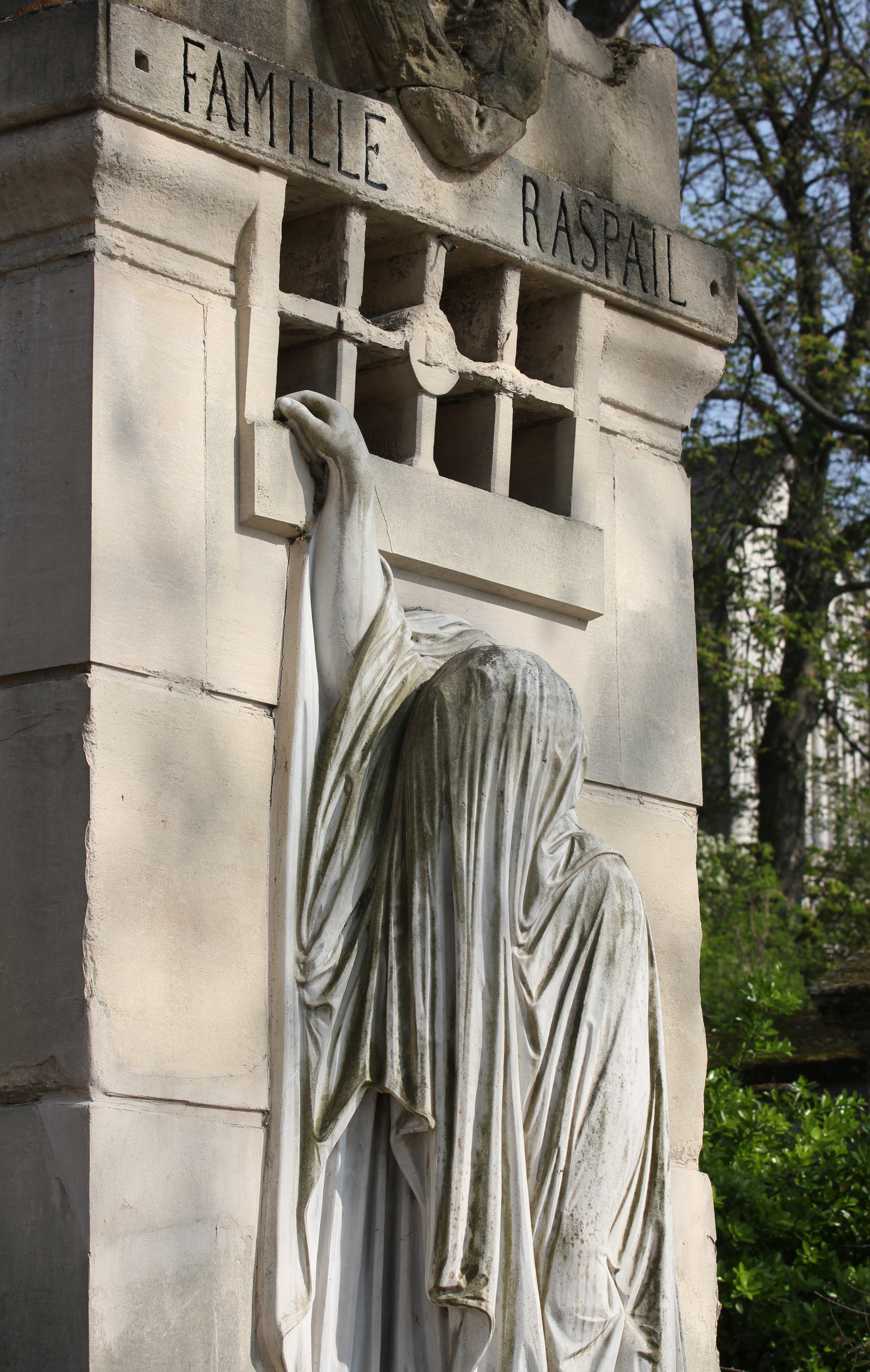
Cette composition fait allusion à la captivité de Raspail qui subissait une détention pour délit politique au moment où mourut Mme Raspail.

1. Sépulture au cimetière du Père-Lachaise, auteur anonyme (vers 1878)
2. Sépulture de son épouse, Henriette-Adélaïde Raspail, née Trousseau (1799-1853) également au Père-Lachaise ; on y voit Mme Raspail, couverte de son linceul, tendant le bras pour dire adieu à son mari à travers le soupirail de la prison, statue en marbre noir d’Antoine Étex (1808-1888). Elle figure sur la pochette de l’album Within the Realm of a Dying Sun, du groupe Dead Can Dance (1987).
3. À Paris, le boulevard Raspail, reliant le boulevard Saint-Germain à la place Denfert-Rochereau en traversant les 7e, 6e et 14e arrondissements, a été baptisé à son nom en 1887. Il donne son nom à la station de métro Raspail, située sur les lignes 4 et 6.
4. En 1889, une statue en bronze représentant François-Vincent Raspail est inaugurée à Paris[29]. Elle est sculptée par Léopold Morice[29]. En 1893, elle est déplacée dans le square Jacques-Antoine[29],[30],[31]. En 1942, la statue est fondue sous le régime de Vichy, dans le cadre de la mobilisation des métaux non ferreux[29].
5. À Toulouse, une rue en 1877 et une place en 1926.
6. À Pointe-à-Pitre, une rue dans le quartier de Carénage.
7. À Carpentras, le collège François-Raspail et la rue Raspail.
8. À Lyon, une place Raspail dans le 7e arrondissement.
9. A Paris, au 5, rue de Sévigné, grande plaque mentionnant que Raspail y a exercé gratuitement de 1840 à 1848.
10. Une rue porte son nom dans la ville de Calais.

## Mentions littéraires et artistiques

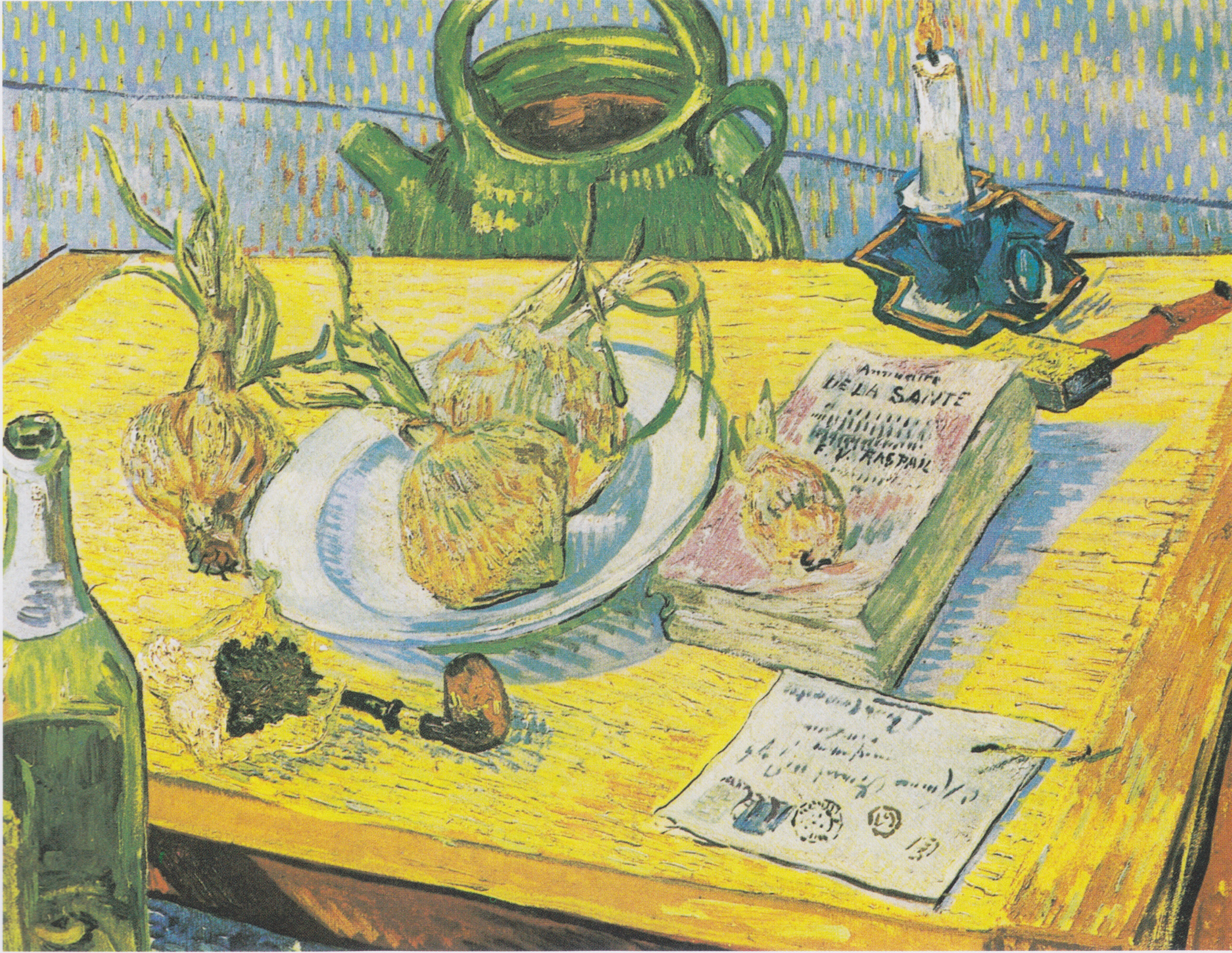
'Nature morte avec planche à dessin, janvier 1889.

Raspail compte dans sa clientèle la sœur d'Alfred de Musset, la famille Fitz-James, George Sand et Gustave Flaubert. Ce dernier mentionne Raspail dans Bouvard et Pécuchet, ainsi que dans Madame Bovary.
Selon P. Albou, il aurait inspiré Jules Romains pour son personnage du Dr Knock, notamment les consultations gratuites (en accrochage commercial) et pour son mot « Je ne tiens plus à l'argent dès l'instant que j'en gagne beaucoup » (Knock, acte II, scène 6).
Vincent van Gogh était un adepte de la méthode Raspail. Dans une lettre à son frère Théo (9 janvier 1889), il écrit qu'il imprègne de camphre son matelas et son oreiller pour lutter contre l'insomnie. La même année (précédant celle de sa mort), il peint une nature morte représentant une assiette d'oignons, un chandelier et un exemplaire du Manuel de santé de Raspail, où le nom de Raspail est tout à fait lisible (tableau connu sous le nom de Nature morte avec planche à dessin, janvier 1889).

## Décorations

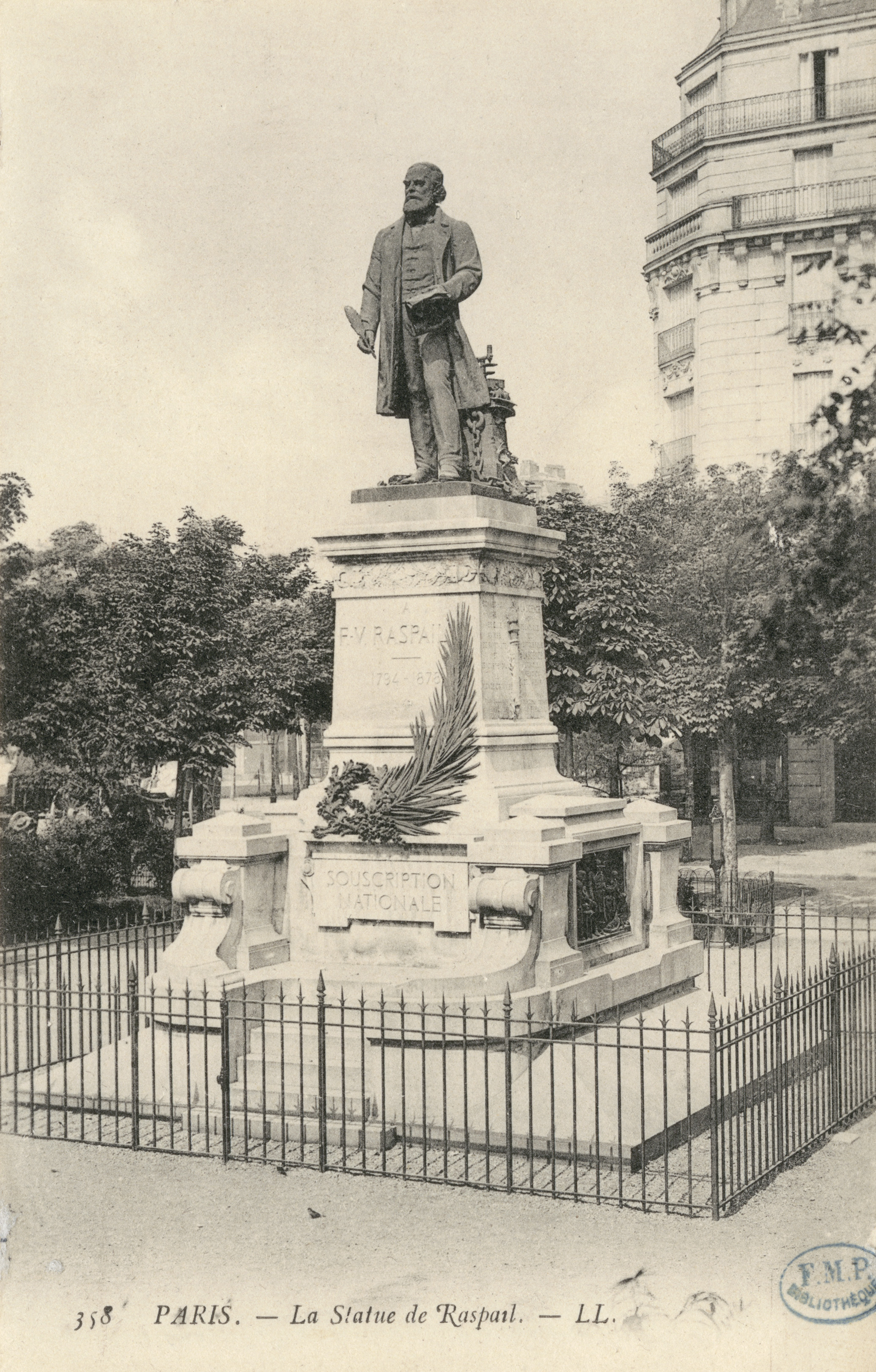
La statue de Raspail avant qu'elle ne soit fondue en 1942.

- Chevalier de la Légion d'honneur le 12 mars 1831, refusée par courrier du 18 mars 1831, au motif suivant :

« (...) depuis la restauration, on l'a prodiguée à tant de bureaucrates ou de traîtres, qui ont tout fait contre nos libertés, qu'en l'acceptant je semblerais insulter à la situation de mes camarades de Juillet ».
Toutefois, à la fin du même courrier, il demande à la place « la décoration spéciale des trois journées de juillet » :
- Ordre de la croix de Juillet :

« Elle n'aura été flétrie par aucune boutonnière, mais toute tardive qu'elle est, elle sortira vierge, je l'espère, des mains de la commission des récompenses nationales ».

## Publications
- Procès des vingt-sept, ou de la Société des Droits de l'Homme et des élèves de l'école polytechnique, 1834 [lire en ligne]
- Vocabulaire argot/français par François-Vincent Raspail, 1835.

Cet ouvrage, paru dans Le Réformateur, est un petit lexique argot-français donné par F.V. Raspail et Kersauzie, deux « républicains des débuts de la République » qui ont beaucoup goûté aux prisons.
- De la Pologne sur les bords de la Vistule et dans l'émigration, Paris, 1839, disponible en ligne.

## Fonds d'archives
Les archives principales de François-Vincent Raspail sont conservées aux archives départementales du Val-de-Marne (Créteil) sous la cote 69J. Par ailleurs, les Archives nationales conservent également un fonds de même provenance sous la cote 250AP : Inventaire du fonds 250AP. Un autre fond est également conservé à la Bibliothèque Inguimbertine de Carpentras depuis 1978,.
- ion, Paris, 1839, disponible en ligne.

## Télévision
1981 : ''Raspail ou la passion de la république'' de Jean Lallier avec Claude Brosset, diffusé sur TF1 le 8 octobre 1981. Fiche BDFF